# آنکیلیلوئاکه
آنکیلیلوئاکه (به لاتین: Ankililoake) یک منطقهٔ مسکونی در ماداگاسکار است که در تولیارا دوم واقع شده‌است. آنکیلیلوئاکه ۲۱٬۰۰۰ نفر جمعیت دارد و ۸۶ متر بالاتر از سطح دریا واقع شده‌است.